# كليف بليزينسكي
كليف بليزينسكي (بالإنجليزية: Cliff Bleszinski)‏ ولد في 12 فبراير عام 1975، هو مصمم ألعاب فيديو و مدير التصميم السابق في شركة تطوير ألعاب الفيديو إيبك جيمز لكن ترك الشركة في 2012 بعد أن عمل فيها قرابة 20 عاما . معروف بعمله على سلسلة جيرز أوف وور .

## ألعاب فيديو عمل عليها
- جيرز أوف وور 3 (2011)
- بولت ستورم
- لوست بلانت 2
- جيرز أوف وور 2 (2008)[1]

## وصلات خارجية
- كليف بليزينسكي على موقع IMDb (الإنجليزية)
- كليف بليزينسكي على موقع قاعدة بيانات الفيلم (الإنجليزية)

- صفحته في تويتر